# Береснева, Лидия Васильевна
Лидия Васильевна Береснева (23 февраля 1928, Сарапулы, Вятская губерния — 10 октября 2019, Киров) — токарь Кировского электромашиностроительного завода имени Лепсе, Герой Социалистического Труда.

## Биография
Родилась 23 февраля 1928 года в деревне Сарапулы Нолинского уезда Вятской губернии (ныне — Богородский район Кировской области), девичья фамилия Кудрявцева. Образование — 6 классов сельской школы.
Во время Великой Отечественной войны работала бригадиром полеводческой бригады в колхозе. В ноябре 1943 года направлена на учёбу в школу фабрично-заводского обучения (ФЗО) № 5 города Киров. После её окончания в 1944 году начала работать токарем в механическом цехе завода имени Лепсе, выпускавшего электрооборудование для самолётов.
Благодаря хорошим наставникам приобрела высокую квалификацию.
По итогам семилетки (1959—1965) награждена медалью «За трудовую доблесть» (22.07.1966), за VIII пятилетку (1966—1970) — орденом Ленина (26.04.1971).
За IX пятилетку (1971—1975) выполнила 8 годовых норм. Указом Президиума Верховного Совета СССР («закрытым») от 29 марта 1976 года присвоено звание Героя Социалистического Труда.
С 1992 года на пенсии.
Избиралась депутатом Кировского облсовета двух созывов, делегатом XVI съезда профсоюзов и членом ВЦСПС.